# Dicranomyia albistigma
Dicranomyia albistigma là một loài ruồi trong họ Limoniidae. Chúng phân bố ở miền Australasia.